# Amand Laroche

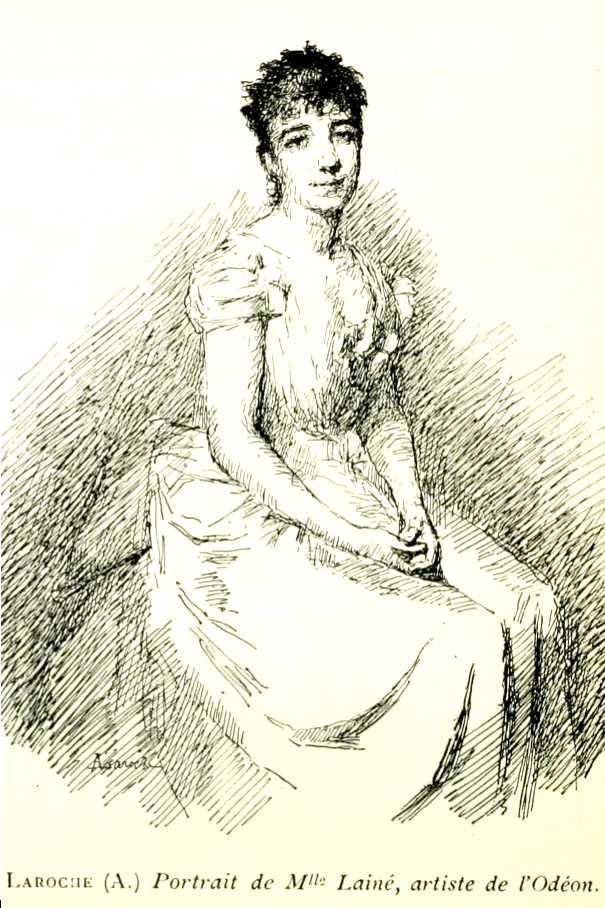
Retrato de Miss Lainé, artista del Odéon, dibujo de Armand Laroche a partir de su pintura expuesta en el Salón de 1888.

Amand Laroche, nacido Théodore Amand Laroche el 23 de octubre de 1826 en Saint-Cyr-l'École ( Seine-et-Oise ) y muerto el 7 de julio de 1903, fue un pintor realista francés.

## Biografía
Amand Laroche siguió una formación artística en la Escuela de Bellas Artes de Versalles y después en la Escuela de Bellas Artes de París, donde fue alumno de Ferdinand Wachsmuth y Michel Martin Drolling.
Expuso en el Salón de París de 1847 a 1903, y obtuvo una medalla de bronce en la Exposición Universal de París de 1889, y una mención de honor en la Exposición Universal de 1900.
Retratista, también practicó la pintura de género con igual éxito.

## Obras destacadas
- Retrato del escultor Poitevin (1855), Museo de Bellas Artes de Marsella[5]
- El pájaro azul, Salón de 1882[6]
- El Despertar, Salón de 1886[7]
- Retrato de M. Lapostolet, Salón de 1887[8]
- Retrato de Miss Lainé, artista del Odéon, Salón de 1888[9]
- La Rocío, Salón de 1889[10]
- Bañista, Salón de 1892[11]

## Galería

Obras de Amand Laroche
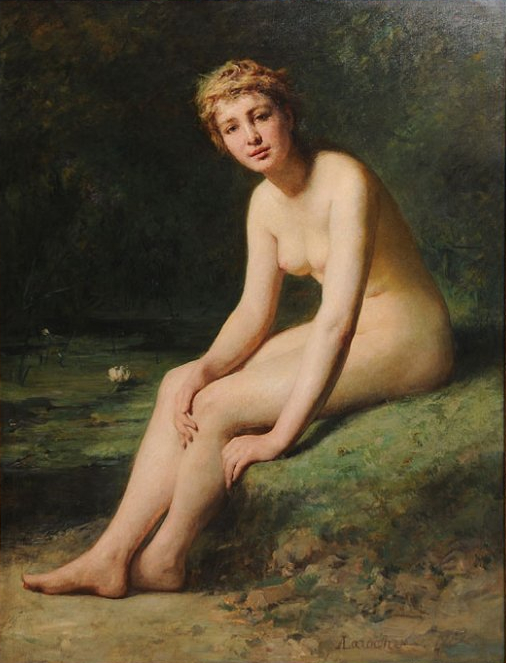
Desnudo femenino junto a un estanque con nenúfares
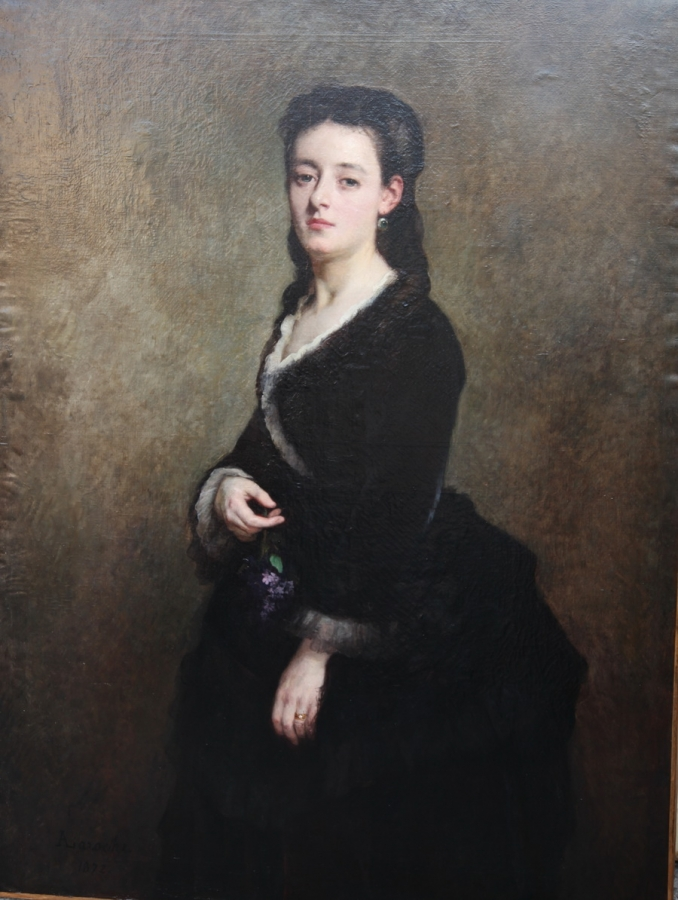
3/4 Retrato de mujer joven (1872)
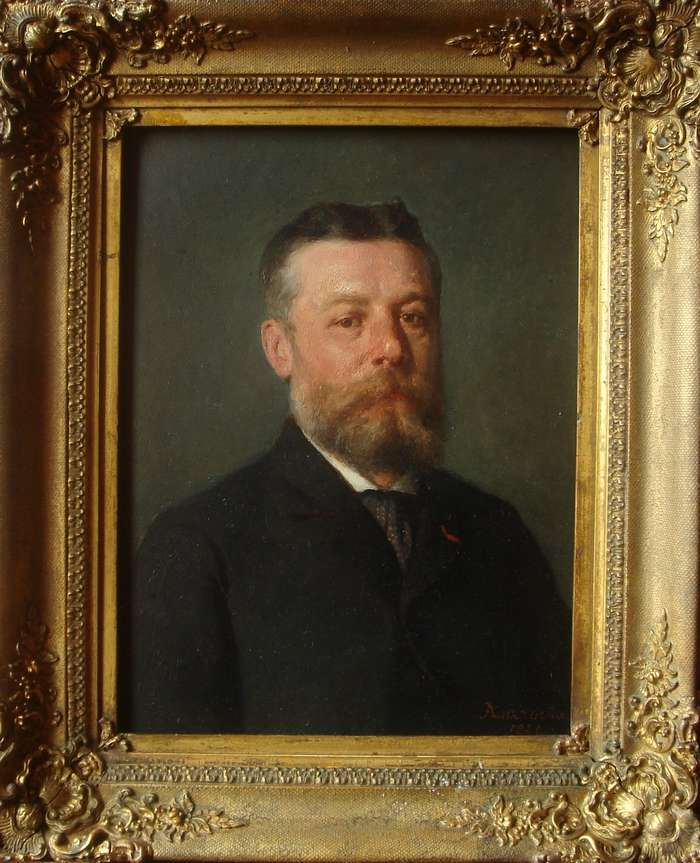
Retrato de Louis-Frédéric Schützenberger (1884)
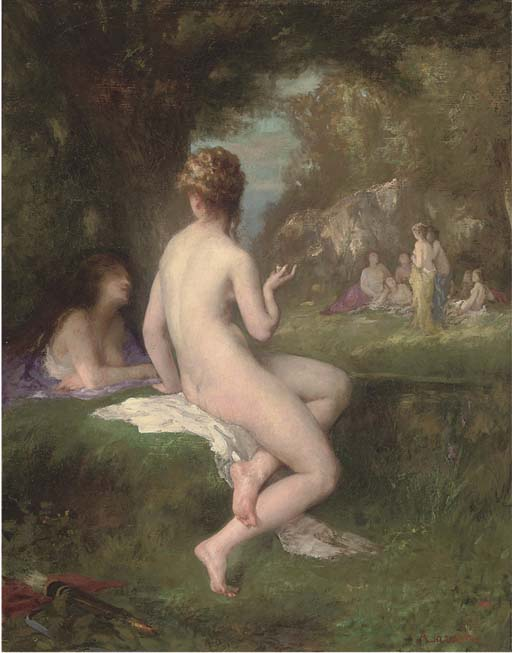
Diana bañándose con las ninfas